# Daniel Testa
Daniel Testa (* 2. Februar 1997 in Malta) ist ein maltesischer Sänger, Songwriter und Moderator.

## Leben
Daniel Testa wurde am 2. Februar 1997 in Malta geboren und fing im Alter von sieben Jahren mit dem Singen an, indem er an verschiedenen Festivals teilnahm, von denen er eine Vielzahl gewann. 2005 und 2006 gewann er  den Malta Talent Award für Kinder, 2007 wurde Testa bei Malta Junior Song for Europe, dem Vorentscheid für den Junior Eurovision Song Contest, sechster. Im Alter von zehn Jahren bekam der Sänger ein Stipendium der Pineapple Studios und beteiligte sich in London an Workshops mit Darstellern von West-End-Theatern. 2008 gewann er Malta Junior Eurovision, den Vorentscheid für den JESC und vertrat Malta beim Junior Eurovision Song Contest 2008 in Zypern mit dem Lied Junior Swing. Dort belegte Daniel Testa den vierten Rang. Im selben Jahr unterzeichnete er einen Vertrag mit dem deutschen Label Cap Sounds. In den folgenden Jahren sang Testa für die maltesische Gameshow Hadd Ghalik. 2009 verkündete er die maltesischen Punkte beim JESC, 2010 moderierte er ebendiesen und die Bay Music Awards.
2013 nahm er an Malta Eurovision Song Contest, der Vorentscheidung für den Eurovision Song Contest, mit One Last Ride teil und erreichte den dritten Platz. Auch im Folgejahr nahm Testa an dem Vorentscheid teil und erreichte das Halbfinale mit Lied Something in The Way, welches von Charlie Mason geschrieben wurde. Dieser schrieb auch den Song Rise Like a Phoenix, mit dem Conchita Wurst den Eurovision Song Contest 2014 gewann. Er qualifizierte sich fürs Finale und belegte mit 24 Punkten den sechsten Rang.
Heute studiert Daniel Testa Biologie und Chemie am G.F Abela Junior College und arbeitet als Moderator des Radiosenders 89.7 Bay.

## Auszeichnungen
| Jahr | Auszeichnung        | Nominierung | Für          | Resultat |
| ---- | ------------------- | ----------- | ------------ | -------- |
| 2005 | Malta Talent Awards | Children    | Daniel Testa | Gewonnen |
| 2006 | Malta Talent Awards | Children    | Daniel Testa | Gewonnen |

## Diskografie
- 2007: Shabi (My Friends)
- 2008: Junior Swing
- 2013: One Last Ride
- 2014: Something in The Way
- 2016: Under the sun